# Právní předpis
Právní předpis je pramen práva, označovaný také jako normativní právní akt, který je jednostranně vydán orgánem veřejné moci a který obsahuje jednu, zpravidla ale více právních norem jako obecně závazných pravidel chování nebo jejich složek. Protože jde vždy o písemný dokument, z hlediska typu jako pramen práva tvoří psané právo. Právní předpisy jsou součástí právního řádu a navzájem se hierarchicky strukturují především podle své právní síly.

## Charakteristika
Právní předpisy jsou základním pramenem práva v kontinentálním typu právní kultury, která již ve svých počátcích byla na tomto typu psaného pramene práva postavena (vychází z tradice římského práva). Jsou výsledkem legislativní činnosti orgánů veřejné moci (zákonodárného sboru, státních orgánů či orgánů územních samosprávných celků). Právě v závislosti na subjektu, který příslušný právní předpis vydává, a na jeho postavení je určena právní síla toho kterého normativního aktu. Orgán, který jej vydává, musí:
- k tomu mít předem danou pravomoc,
- zachovat předem stanovený postup (například zákonodárný proces) a
- právní předpis náležitě publikovat (promulgace).

Jedním ze základních znaků právních předpisů je obecnost, avšak formu a označení právního předpisu mají i mnohé právní akty neobecné povahy, typicky například zákon o státním rozpočtu, ale též například zákony či jejich ustanovení, jimiž jsou zřizovány konkrétní právnické osoby či organizační složky státu, výčtový restituční zákon atd. Nedostatečná obecnost byla jedním z důvodů, proč Ústavní soud České republiky v roce 2009 zrušil ústavní zákon o zkrácení pátého volebního období Poslanecké sněmovny. Nález ústavního soudu konstatoval, že obecnost zákonů všeobecně má být důležitou součástí panství zákona, a tím i právního státu, což je princip, který platí již od doby římského práva a který zajišťuje oddělenost mocí zákonodárné, výkonné a soudní. Přípustnými výjimkami by podle nálezu bylo jen přijetí aktu aplikace práva, pokud by k tomu bylo předem dáno ústavní zmocnění, jako například u zákona o státním rozpočtu, nebo v případě naprosto výjimečných důvodů, které by musely splňovat podmínku proporcionality (například výčtové restituční zákony).
Od právních předpisů jakožto relativně obecných a všeobecně závazných normativních aktů je proto třeba odlišit normativní smlouvy, které zavazují pouze své strany, dále individuální právní akty, kde se jedná o výsledek aplikace normativních aktů na konkrétní případ a které zavazují jen své adresáty – například rozsudek, správní rozhodnutí apod. Nakonec je třeba od nich odlišit také interní normativní akty, což jsou instrukce v rámci organizace a nemají obecně závaznou povahu – například směrnice, statuty, organizační a pracovní řády apod. Ty jsou akty soukromého práva a zavazují pouze členy či zaměstnance určité právnické osoby, ať už veřejnoprávní nebo soukromoprávní.
Pro právní předpisy, které mají podobu zákonů, se používá i označení zákoníky (kodexy), pokud upravují komplexně určitou materii určitého právního odvětví nebo aspoň jeho převážné části, přičemž někdy se toto označení dostává i do názvu daného právního předpisu (např. občanský zákoník, trestní zákoník, obchodní zákoník, zákoník práce apod.).

## Vyhlášení právního předpisu
Vyhlášení právního předpisu předem stanoveným způsobem je nutnou podmínkou jeho platnosti. Děje se tak jeho publikací. Slouží k tomu, aby měl každý možnost se s právním předpisem předem seznámit a mohlo tak být ze strany státu oprávněně požadováno dodržování zásady ignorantia legis non excusat (neznalost zákona neomlouvá). V právním státu je nemyslitelná platnost nevyhlášeného právního předpisu. Od platnosti se pak odvozuje i účinnost právního předpisu.

## Dělení právních předpisů

### Podle původnosti

#### Původní (originární) právní předpisy
Původní (originární) právní předpisy jsou v České republice zákony a ústavní zákony jako zvláštní druh zákonů, zákonná opatření Senátu, dekrety prezidenta republiky přijaté v letech 1940–1945 v době nesvobody a ratihabované Prozatímním národním shromážděním ČSR jako zákony. Mezi originární předpisy se také řadí obecně závazné vyhlášky krajů a obcí vydávané v rámci jejich samostatné působnosti, třebaže tyto samosprávné celky nejsou na svém území svrchované a práva a povinnosti mohou stanovovat pouze v mezích stanovených (státním) zákonem a na základě zákona.
Původnost těchto aktů spočívá v tom, že je vydává orgán veřejné moci volený přímo lidem – zastupitelský sbor (v České republice je to Parlament České republiky), popřípadě může být tato pravomoc svěřena přímo lidu (v případě referenda). V demokratických státech je to tak pouze orgán veřejné moci volený přímo lidem, který má pravomoc vydávat normativní akty nejvyšší právní síly – zákony, případně ústavní zákony.

#### Odvozené (derivativní) právní předpisy
Odvozené (derivativní) právní předpisy (také prováděcí předpisy, podzákonné předpisy) jsou právní předpisy odvozené od zákonů. Slouží k provedení zákona (nemohou obsahovat novou právní úpravu) a musí být vydávány na základě zákona a v jeho mezích, tj. secundum et intra legem. Jde o přenesení zákonodárné pravomoci z moci zákonodárné na moc výkonnou (extenze exekutivy), které bývá označováno pojmem delegované zákonodárství. Tyto normativní akty mají nižší právní sílu než původní normativní akty.
K podzákonným předpisům se řadí nařízení vlády, některá rozhodnutí prezidenta republiky normativní povahy (například o amnestii či o přenesení pravomoci sjednávat mezinárodní smlouvy na vládu či její členy), vyhlášky ministerstev a jiných správních úřadů nebo nařízení obecních a krajských rad vydávaných v rámci jejich přenesené působnosti.

### Podle právní síly
Právní síla právního předpisu odkazuje na to, který předpis má při aplikaci práva přednost před jiným předpisem. Právní předpis nižšího stupně právní síly nesmí odporovat předpisu vyšší právní síly. Pokud by takový případ nastal, je to důvod ke zrušení takového právního předpisu Ústavním soudem České republiky.
Právní předpis smí být jinak změněn nebo zrušen jen právním předpisem téže nebo vyšší právní síly. Nejvyšší právní sílu v právním řádu ČR mají ústavní zákony a vyhlášené mezinárodní smlouvy, které jsou součástí právního řádu. Jim podřízené jsou zákony a nejnižší právní sílu mají prováděcí předpisy.

### Podle subjektu, který je vydává
V českém právním řádu se také podle subjektu, který je vydává, rozlišují následující typy právních předpisů.
| Právní předpisy orgánů zákonodárné moci | Právní předpisy orgánů výkonné moci | Právní předpisy orgánů výkonné moci        | Právní předpisy orgánů výkonné moci | Právní předpisy orgánů výkonné moci | Právní předpisy orgánů výkonné moci                            | Právní předpisy územní samosprávy | Právní předpisy územní samosprávy |
| Parlament ČR                            | Vláda České republiky               | Ministerstva a jiné ústřední správní úřady | Česká národní banka                 | Rady obcí a krajů                   | Prezident ČR                                                   | Obce                              | Kraje                             |
| --------------------------------------- | ----------------------------------- | ------------------------------------------ | ----------------------------------- | ----------------------------------- | -------------------------------------------------------------- | --------------------------------- | --------------------------------- |
| ústavní zákony                          | nařízení vlády                      | vyhlášky                                   | vyhlášky                            | nařízení                            | některá rozhodnutí obecné povahy (např. rozhodnutí o amnestii) | obecně závazné vyhlášky obce      | obecně závazné vyhlášky kraje     |
| zákony                                  | nařízení vlády                      | vyhlášky                                   | vyhlášky                            | nařízení                            | některá rozhodnutí obecné povahy (např. rozhodnutí o amnestii) | obecně závazné vyhlášky obce      | obecně závazné vyhlášky kraje     |
| zákonná opatření Senátu                 | nařízení vlády                      | vyhlášky                                   | vyhlášky                            | nařízení                            | některá rozhodnutí obecné povahy (např. rozhodnutí o amnestii) | obecně závazné vyhlášky obce      | obecně závazné vyhlášky kraje     |

## Citování právních předpisů
V textu se odkazuje na číslo a název zákona, příp. na příslušný paragraf, odstavec a písmeno:
- Do roku 2009 (zákon č. 141/1961 Sb., trestní řád) byla úprava postihu za prokázaný stalking v českém trestním zákoně roztříštěná a nepřehledná; některé jednání stalkerů nebylo možné postihnout podle trestního zákona, ale pouze prostředky civilního práva.
- Korespondence odsouzených … byla právně upravena ustanovením § 12 odst. 1 zákona č. 59/1965 Sb., o výkonu trestu odnětí svobody, korespondence obviněných … ustanoveními § 46, 47 a 58 Řádu výkonu vazby vydaným rozkazem ministra spravedlnosti č. 28/1970.
- Skutečnost, že zákon č. 115/2006 Sb. neumožňoval v § 13 odst. 2, aby se některý z partnerů stal osvojitelem dítěte, zhodnotil Ústavní soud jako protiústavní (Česko, 2016).

K plnému citování právních předpisů lze použít model bibliografické citace příspěvků v periodiku. Příklady (plná citace):
- ČESKO. Nález Ústavního soudu č. 234 ze dne 14. června 2016 sp. zn. Pl. ÚS 7/15 ve věci návrhu na zrušení § 13 odst. 2 zákona č. 115/2006 Sb., o registrovaném partnerství a o změně některých souvisejících zákonů. Sbírka zákonů ČR. 2016, částka 91. ISSN 1211-1244.
- ČESKO. Nařízení vlády č. 48 ze dne 15. února 2017, o stanovení požadavků podle aktů a standardů dobrého zemědělského a environmentálního stavu pro oblasti pravidel podmíněnosti a důsledků jejich porušení pro poskytování některých zemědělských podpor. Sbírka zákonů ČR. 2017, částka 17. ISSN 1211-1244. Dostupné také z: https://aplikace.mvcr.cz/sbirka-zakonu/ViewFile.aspx?type=z&id=61639
- ČESKO. Vyhláška č. 411 ze dne 14. prosince 2011, kterou se mění vyhláška Ministerstva zdravotnictví č. 134/1998 Sb., kterou se vydává seznam zdravotních výkonů s bodovými hodnotami, ve znění pozdějších předpisů. Sbírka zákonů ČR. 2011, částka 144, s. 5382–5413. ISSN 1211-1244. Přístup také z: http://www.epravo.cz/_dataPublic/sbirky/2011/sb0131-2011.pdf
- ČESKO. Zákon č. 123 ze dne 1. března 2017, kterým se mění zákon č. 114/1992 Sb., o ochraně přírody a krajiny, ve znění pozdějších předpisů. Sbírka zákonů ČR. 2017, částka 44, s. 1258–1288. ISSN 1211-1244.
- ČESKO. Zákon č. 98 ze dne 20. března 2013, ústavní zákon, kterým se mění ústavní zákon č. 1/1993 Sb., Ústava České republiky, ve znění pozdějších ústavních zákonů. Sbírka zákonů ČR. 2013, částka 46. ISSN 1211-1244.
- ČESKO. Zákon č. 89 ze dne 3. února 2012, občanský zákoník. Sbírka zákonů ČR. 2012, částka 33, s. 1026–1368. ISSN 1211-1244. Dostupné také z: http://www.epravo.cz/top/zakony/sbirka-zakonu/zakon-ze-dne-3-unora-2012-obcansky-zakonik-18840.html
- ČESKO. Zákon č. 40 ze dne 8. ledna 2009, trestní zákoník. Sbírka zákonů ČR. 2009, částka 11, s. [353]–464. ISSN 1211-1244. Dostupné také z: http://www.esipa.cz/sbirka/sbsrv.dll/sb?DR=SB&CP=2009s040
- ČESKOSLOVENSKO. Zákon č. 513 ze dne 5. listopadu 1991, obchodní zákoník. Sbírka zákonů ČSFR. 1991, částka 98, s. 2474–2565. ISSN 1211-1244.
- RAKOUSKO-UHERSKO. Zákon č. 117 ze dne 27. května 1852, trestní zákon o zločinech, přečinech a přestupcích. [Říšský zákonník. Reichs-Gesetz-Blatt für das Kaiserthum Österreich.] In: Epravo.cz [online]. ISSN 1213-189X. ©1999–2017 [cit. 5. 4. 2017]. Dostupné z: https://www.epravo.cz/vyhledavani-aspi/?Id=17&Section=1&IdPara=1&ParaC=2
- RAKOUSKO-UHERSKO. Zákon č. 134 ze dne 15. listopadu 1867, o právě spolčovacím [online]. [Říšský zákonník. Reichs-Gesetz-Blatt für das Kaiserthum Österreich.] [B. r.] [cit. 30. 7. 2012]. Dostupné z: http://spcp.prf.cuni.cz/lex/134-1867.htm